# Liminka
Liminka é um município da província de Oulu, na Finlândia, integrando a região de Ostrobótnia do Norte. Fundada em 1477, Liminka está localizado a cerca de 25 quilómetros ao sul de Oulu.
O município tem uma população de 8.892 habitantes (estimativas de março de 2010) distribuídos por uma área geográfica de 651,71 km². A densidade populacional do município é de 13,96 hab/km². Os municípios limítrofes são: Kempele, Lumijoki, Muhos, Oulunsalo, Siikajoki, Siikalatva, Tyrnävä e Vaala.
A Baía de Liminka é um grande habitat de pássaros famosos.